# Zeche Molly II
Die Zeche Molly II ist ein ehemaliges Steinkohlenbergwerk in Sprockhövel. Das Bergwerk war eine Kleinzeche, Besitzer dieser Kleinzeche war zunächst die Firma G. Hasenclever & A. Degener. Während der fast zehnjährigen Betriebszeit des Bergwerks wechselte zweimal der Besitzer des Bergwerks.

## Bergwerksgeschichte
Im Jahr 1956 wurden vom Besitzer des Bergwerks mit den Grundeigentümern, auf denen das Bergwerk geplant war, und den Bergwerksbetreibern der Zeche Alte Haase mehrere Verträge geschlossen. Die Verträge sicherten dem Bergwerksbesitzer der Zeche Molly II den Abbau des Flözes Hauptflöz zu. Am 16. Mai des Jahres 1956 erfolgte die knappschaftliche Anmeldung. Im Juli desselben Jahres wurde das Bergwerk in Betrieb genommen. Das Bergwerk war zunächst als Stollenbetrieb im Ortsteil Sirrenberg mit dem Namen Zeche Molly, auch Zeche Molly I, in Betrieb. Abgebaut wurde in einem alten stehen gebliebenen Sicherheitspfeiler der stillgelegten Zeche Sprockhövel. Das Flöz befand sich in einer Teufe von rund 100 Metern. Das Baufeld wurde in drei kleine Strebe mit insgesamt vier Örtern zergliedert. Die bei der Auffahrung der Örter anfallenden Bergematerialien wurden als Versatz in den Abbaubetrieben verwendet. Der erste Schacht des Bergwerks befand sich an der Hombergstraße in der Nähe der ehemaligen Eisenbahnlinie und trug den Namen Molly I. Am 12. März des Jahres 1960 wechselte der Besitzer des Bergwerks, neuer Besitzer war die Frischgewagt GmbH. Am 1. Februar des Jahres 1962 wurde die Zeche Molly I stillgelegt. Am gleichen Tag wurde die Zeche Molly II im Ortsteil Obersprockhövel in Betrieb genommen. Gleichzeitig übernahm ein neuer Besitzer das Bergwerk. Besitzer war von diesem Zeitpunkt an Theo Kroemer. Der Schacht Molly II wurde als tonnlägiger Schacht ausgeführt und hatte eine flache Teufe von 80 Metern. Im Jahr 1963 brannten die Tagesanlagen der Zeche ab. Am 15. November des Jahres 1965 wurde die Förderung des Bergwerks eingestellt. Am 30. November desselben Jahres wurde die Zeche Molly II stillgelegt.

## Förderung und Belegschaft
Auf der Zeche wurden arbeitstäglich rund 14 Tonnen Steinkohle gefördert. Die ersten Förder- und Belegschaftszahlen stammen aus dem Jahr 1956, damals wurden von zehn Bergleuten 878 Tonnen Steinkohle gefördert. Im Jahr 1960 wurde von 15 Bergleuten 3610 Tonnen Steinkohle gefördert. Dies war die maximale Förderung des Bergwerks. Im Jahr 1963 wurden von 13 Bergleuten 3409 Tonnen Steinkohle gefördert. Die letzten Förder- und Belegschaftszahlen stammen aus dem Jahr 1964, damals wurden von zwölf Bergleuten 3506 Tonnen Steinkohle gefördert.

## Heutiger Zustand
Die Kleinzeche Molly ist heute Bestandteil des Bergbauwanderweg Alte Haase Süd.